# Joanna Fiodorow

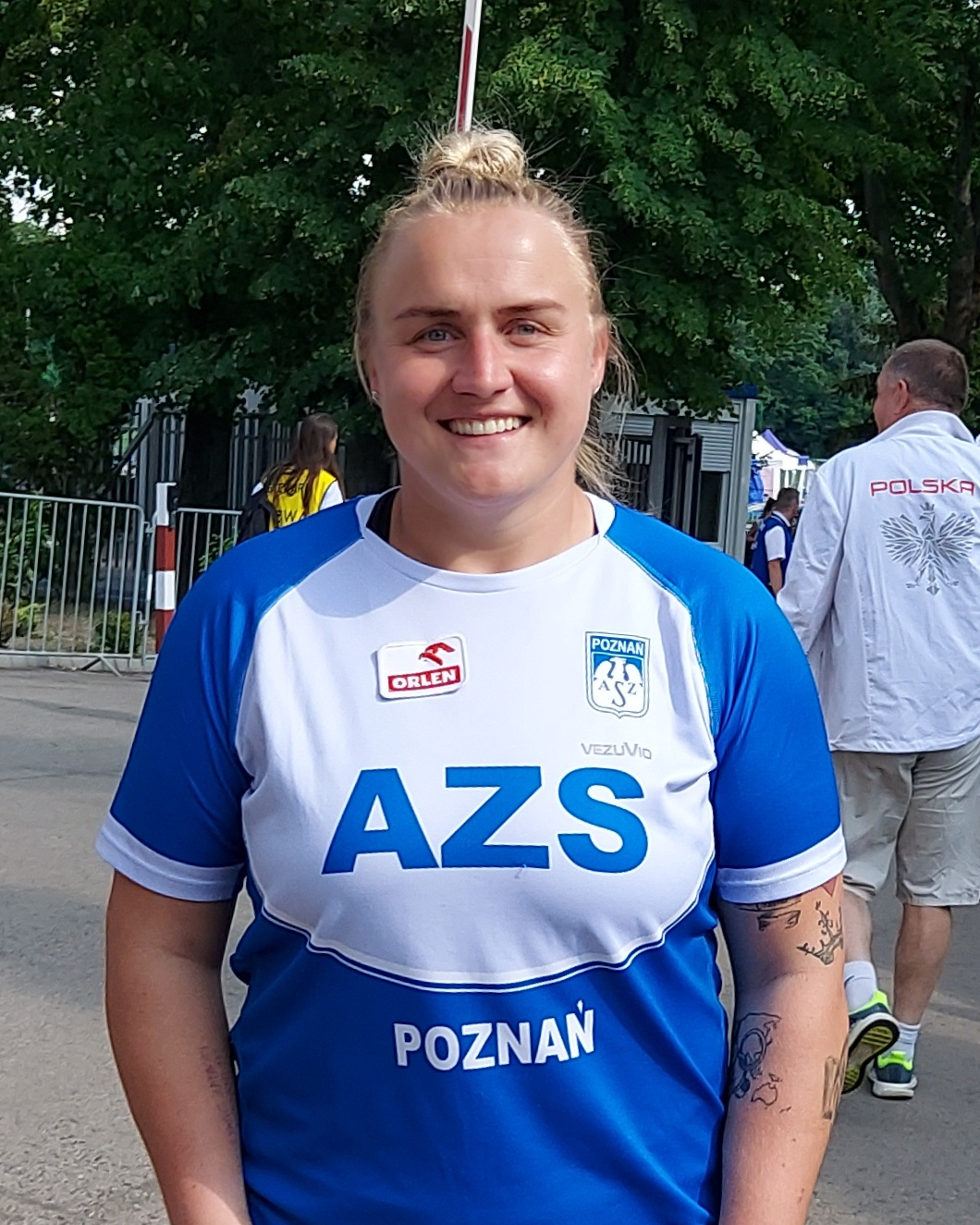
Joanna Fiodorow

Joanna Fiodorow, född 4 mars 1989, är en polsk friidrottare.
Vid Världsmästerskapen i friidrott 2019 i Doha tog hon silver i släggkastning..